# Canada et Nations unies
 (juillet 2021).
La mise en forme du texte ne suit pas les recommandations de Wikipédia : il faut le « wikifier ».
Les points d'amélioration suivants sont les cas les plus fréquents :
- Les titres sont pré-formatés par le logiciel. Ils ne sont ni en capitales, ni en gras.
- Le texte ne doit pas être écrit en capitales (les noms de famille non plus), ni en gras, ni en italique, ni en « petit »…
- Le gras n'est utilisé que pour surligner le titre de l'article dans l'introduction, une seule fois.
- L'italique est rarement utilisé : mots en langue étrangère, titres d'œuvres, noms de bateaux, etc.
- Les citations ne sont pas en italique mais en corps de texte normal. Elles sont entourées par des guillemets français : « et ».
- Les listes à puces sont à éviter, des paragraphes rédigés étant largement préférés. Les tableaux sont à réserver à la présentation de données structurées (résultats, etc.).
- Les appels de note de bas de page (petits chiffres en exposant, introduits par l'outil «  Source ») sont à placer entre la fin de phrase et le point final[comme ça].
- Les liens internes (vers d'autres articles de Wikipédia) sont à choisir avec parcimonie. Créez des liens vers des articles approfondissant le sujet. Les termes génériques sans rapport avec le sujet sont à éviter, ainsi que les répétitions de liens vers un même terme.
- Les liens externes sont à placer uniquement dans une section « Liens externes », à la fin de l'article. Ces liens sont à choisir avec parcimonie suivant les règles définies. Si un lien sert de source à l'article, son insertion dans le texte est à faire par les notes de bas de page.
- La présentation des références doit suivre les conventions bibliographiques. Il est recommandé d'utiliser les modèles {{Ouvrage}}, {{Chapitre}}, {{Article}}, {{Lien web}} et/ou {{Bibliographie}}. Le mode d'édition visuel peut mettre en forme automatiquement les références.
- Insérer une infobox (cadre d'informations à droite) n'est pas obligatoire pour parachever la mise en page.

Pour une aide détaillée, merci de consulter Aide:Wikification.
Si vous pensez que ces points ont été résolus, vous pouvez retirer ce bandeau et améliorer la mise en forme d'un autre article.
Le Canada était un membre fondateur des Nations unies et un signataire original de la Déclaration des Nations unies. Lors de la signature de la Déclaration par les Nations unies, le Canada était l'un des quatre Dominions de l'Empire britannique présents, aux côtés de l'Australie, de la Nouvelle-Zélande et de l'Union sud-africaine. En 1945, le Canada était présent à la Conférence des Nations Unies sur l'Organisation internationale et a signé la Charte des Nations unies. Le professeur de l'Université McGill, John Peters Humphrey, a été le principal auteur de la première ébauche de la Déclaration universelle des droits de l'homme.
Le Canada a siégé au Conseil de sécurité des Nations unies (CSNU) à titre de membre non permanent à huit reprises, la plus récente remontant à 2000. Pour ses 2 premiers mandats au CSNU, le Canada a occupé le siège du Commonwealth au conseil, mais depuis 1967, le Canada s'est présenté pour le siège du groupe des pays d'Europe occidentale et autres. Le Canada est membre de Uniting for Consensus, un groupe qui s'oppose aux candidatures des pays du G4 pour des sièges permanents au Conseil de sécurité.
Pendant la crise de Suez, la délégation canadienne aux Nations unies a joué un rôle déterminant dans la création de la Force d'urgence des Nations unies (UNEF) pour mettre fin à la situation. En 1957, lester B. Pearson, alors secrétaire d'État aux Affaires extérieures, a reçu le prix Nobel de la paix pour son rôle dans la création de l'UNEF.

## Histoire

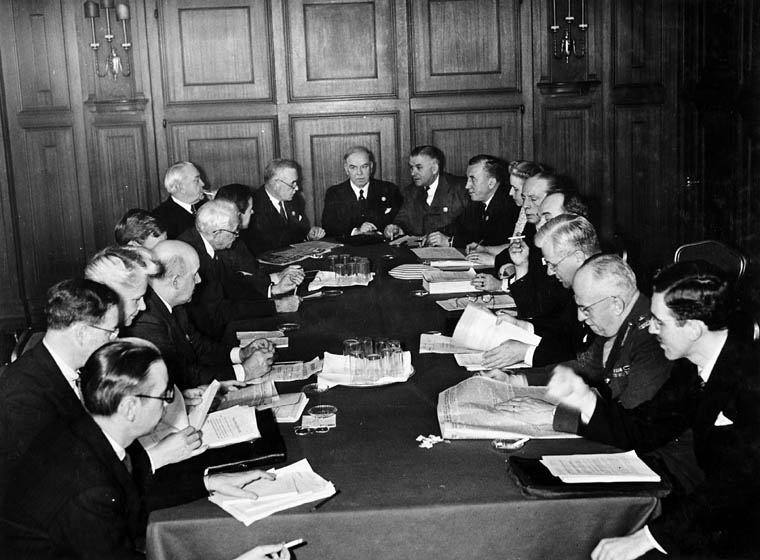
La délégation canadienne à la Conférence des Nations Unies sur l'organisation internationale, San Francisco, mai 1945.

Le Canada était un membre original des Nations unies, ayant déjà servi dans la Société des Nations avant sa dissolution. John Peters Humphrey a créé la Division des droits de l'homme au Secrétariat de l'ONU. Humphrey a également fait partie du comité de rédaction de la Déclaration internationale des droits. Le Comité a confié à la Division des droits de l'homme la tâche de créer le premier projet de la Déclaration des droits, Humphrey étant le rédacteur préliminaire du document. Humphrey est resté un grand défenseur de la Déclaration des droits jusqu'à son adoption par l'Assemblée générale des Nations unies en 1948. [Pas dans la source]
En 1947, le Canada a joué un rôle important au sein du Comité spécial des Nations Unies sur la Palestine (UNSCOP). Le Canada a été l'un des 33 pays qui ont voté en faveur de la résolution de partition des Nations Unies de 1947, qui a conduit à la création de l'État d'Israël malgré les fortes pressions du Royaume - Uni sur le Commonwealth des Nations.
Le secrétaire d'État aux Affaires extérieures Lester B. Pearson, ayant été président de l'Assemblée générale des Nations unies en 1952-1953, a proposé le concept de forces de maintien de la paix des Nations unies comme moyen de faire face à la crise de Suez. Il a reçu un prix Nobel de la paix pour ses efforts et la création de la Force d'urgence des Nations unies (UNEF). 

## Actions en tant qu'État membre de l'ONU

### Maintien de la paix
Le succès de la mission de maintien de la paix de Suez a amené les Canadiens à adopter le maintien de la paix comme un rôle approprié pour un pays de taille moyenne, à la recherche d'un rôle et ayant une haute estime pour les Nations unies. Cela a conduit à l'envoi d'une force de maintien de la paix à Chypre en 1964, lorsque deux membres de l'OTAN, la Grèce et la Turquie, étaient au couteau à cause de la violence ethnique dans la colonie britannique historique. Les Canadiens sont partis en 1993 après que 28 ont été tués et de nombreux blessés au cours de l'opération. L'aide au maintien de la paix était nécessaire au Congo belge en 1960-64, après le retrait de la Belgique. Il y a eu de nombreuses autres petites interventions. Le Canada a joué un rôle central au sein de la Commission internationale de contrôle (CCI), qui a tenté de négocier la paix au Vietnam dans les années 1960. En 1993, l'inconduite violente des forces canadiennes de maintien de la paix en Somalie a choqué la nation.

## Le Canada et le Conseil de sécurité
Le Canada a siégé au CSNU pendant 12 ans, se classant ainsi parmi les dix premiers membres non permanents. En 2015, il partage la quatrième place dans la liste des membres non permanents siégeant au Conseil en termes de durée avec l'Italie. Cela place le Canada derrière le Brésil et le Japon (première place), l'Argentine (deuxième place) et la Colombie, l'Inde et le Pakistan (troisième place). Le Canada a été élu pour les six mandats suivants : 1948-1949, 1958-1959, 1967-1968, 1977-1978, 1989-90 et 1999-2000 - une fois tous les dix ans. Il a perdu sa candidature pour un siège aux élections du Conseil de sécurité de 2010, à l'Allemagne et au Portugal, et aux élections du Conseil de sécurité de 2020, à l'Irlande et à la Norvège.

## Office national du film du Canada
L'Office national du film du Canada (ONF), le producteur de films d'État du Canada, a produit plusieurs œuvres sur ou au nom de l'ONU. Le premier, le court métrage de 1944 UNRRA présente Dans le sillage des armées... a porté sur le travail des États-Unis Administration des Nations Unies pour les Secours et la Réhabilitation. Le film de 1945 Now — The Peace, sur la formation de l'ONU à la conférence de Dumbarton Oaks, a été produit par l'ONF à la suggestion d'Archibald MacLeish, alors secrétaire d'État adjoint aux Affaires publiques du gouvernement américain,.

## Voir également
- Représentant permanent du Canada auprès des Nations unies
- Association pour les Nations unies au Canada
- Liste des missions canadiennes de maintien de la paix